# Бородата ящірка
Бородата ящірка (Pogona barbata) — представник роду бородатих агам з родини Агамових. Інша назва «східний бородатий дракон».

## Опис
Загальна довжина сягає 60 см. Спостерігається статевий диморфізм — самці приблизно на 10 см більше за самиць. Колір спини зеленувато—оливковий, блакитнуватий, жовтуватий. При переляку тварина світлішає. Черево у цих агам трохи світліше за спину. Тулуб має циліндричну форму. Поперек горла розташовані численні пласкі витягнуті шипи, які переходять на боки голови. Вони трохи нагадують стрижену бороду. На горлі є шкіряні складки, які підтримують подовжені відростки під'язикової кістки. На спині є довгі та дещо гнуті шипи на кшталт колючок шипшини.

## Спосіб життя
Полюбляє лісову місцевість, чагарники. Активна вдень. Ховається вночі у норі При небезпеці бородата ящірка роздуває горло, а горлові складки стають сильно випнутими, борода топорщиться. Також калатає хвостом, робить короткі стрибки, присідає на задніх лапах на кшталт жаби. Харчується комахами, дрібними безхребетними, квітами, плодами.
Це яйцекладна ящірка. Самиця у норі відкладає 9—24 яйця. Через 3—3,5 місяця з'являються молоді агами.

## Розповсюдження
Це ендемік Австралії. Мешкає на сході в районі півострова Кейп-Йорк.